# 韓國放送通信大學
韓國放送通信大學（韩语：／），或國立韓國開放大學發創立於1972年，位於首爾特別市鐘路區設置校園，是一所綜合型國立通信大學。

## 簡介
1972年3月9日首爾大學附設建校。1981年2月學士課程5年制大學改編。1982年2月與首爾大學分離，獨立經營。開校當時設有家庭學科、經營學科、農學科、初等教育學科和行政學科，入學人數總共是1萬2000人。1993年3月校名更改為放送通信大學。1998年3月總共設置有18個學科，19個專攻，在校生為20萬8935人，畢業生為19萬2634人。

## 設置學科
- 人文科學大學
  - 國語國文學系、英語英文學系、中國語文學系、法語法文學系、日本語文學系
- 社會科學大學
  - 法學系、行政學系、經濟學系、經營學系、貿易學系、御影商學系、觀光學系
- 自然科學大學
  - 農學系、家庭學系、計算機科學系、情報統計學系、環境保健學系、護理學系
- 教育科學大學
  - 教育學系、幼兒教育學系、文化教養學系
- 一生大學院
  - 情報科學系、實用英語學系、一生教育學系

## 放送大学TV
放送大学TV（简称OUN）是韩国放送通信大学开办的远程教育电视频道，1996年9月2日开播。

## 著名校友
- 沈慧珍－放送通信學系
- 金美淑－幼兒教育學系